# Tortolì
Tortolì (sardinski: Tortolì) je grad i općina (comune) u pokrajini Nuoru u regiji Sardiniji, Italija. Nalazi se na nadmorskoj visini od 13 metara i ima 11 064 stanovnika.
 Prostire se na 40,29 km². Gustoća naseljenosti je 275 st/km².
Susjedne općine su: Arzana, Bari Sardo, Elini, Girasole, Ilbono, Lotzorai i Villagrande Strisaili.